# Hans Hägele
Hans Hägele (* 13. Juli 1940 in Esslingen am Neckar; † 18. Oktober 2010 am Körschtalviadukt) war ein deutscher Fußballspieler und Spielervermittler.

## Karriere
Hans Hägele wechselte zur Saison 1968/69 vom VfL Sindelfingen zum VfR Heilbronn. Der Mittelstürmer kam vor allem wegen seiner Freundschaft zum damaligen VfR-Trainer Lothar Weise zu den Rasenspielern und avancierte in seinen zwei Jahren zu einem der besten Torjäger in der Vereinsgeschichte der Schwarz-Weißen.
Hans Hägele war in seiner ersten Saison eine Schlüsselfigur beim Aufstieg in die damals zweitklassige Fußball-Regionalliga. So erzielte er beim 2:0-Sieg des VfR gegen die Amateure des VfB Stuttgart am 2. Februar 1969 beide Treffer. Nachdem der VfR die Meisterschaft dieser Saison in der 1. Amateurliga erreicht hatte, folgten sechs Aufstiegsspiele, in denen Hägele mit seinen Toren entscheidend zum Erfolg des VfR beitrug. So erzielte er den Treffer zum 3:2-Sieg in der 90. Minute im Spiel gegen den VfB Friedrichshafen, der für den Aufstieg erhebliche Bedeutung hatte.
Auch in der folgenden Regionalliga-Saison 1969/70 unter Trainer Adolf Remy stand Hägele in der Stammformation und traf 19-mal für den VfR Heilbronn, worauf ihn die Zeitung Sport-Kurier in das „Team des Südens“ berief. Im Sommer 1970 schloss sich Hägele dem Regionalligisten Fortuna Düsseldorf an, kam dort jedoch in der Aufstiegsrunde zur 1. Bundesliga nur auf zwei Einsätze.
Später war Hägele als Spielervermittler tätig. Er nahm sich im Oktober 2010 durch einen Sprung von der Körschtalbrücke das Leben. Hägele hinterließ zwei Kinder.